# 충남디자인예술고등학교
충남디자인예술고등학교(忠南디자인藝術高等學校)는 대한민국 충청남도 서천군 한산면 성외리에 있는 공립 고등학교이다.

## 학교 연혁
- 1971년 1월 30일 : 한산종합고등학교 설립 인가(보통 1학급, 상업 1학급, 계 6학급)
- 1971년 3월 15일 : 개교
- 1993년 8월 19일 : 한산상업고등학교로 개명(상업 3학급, 정보처리 1학급, 계 12학급)
- 2002년 7월 12일 : 충남애니메이션고등학교(특성화고)로 개명(애니메이션과 2학급, 전산회계정보과 1학급, 계 9학급)
- 2003년 6월 30일 : 학과 개편(애니메이션과 2학급, 만화창작과 1학급, 계 9학급)
- 2007년 6월 25일 : 콘텐츠디자인과 신설(애니메이션과 1학급, 만화창작과 1학급, 콘텐츠디자인과 1학급, 계 9학급)
- 2011년 8월 10일 : 예술계열 특수목적고 지정(만화애니메이션과 1학급, 시각디자인과 1학급, 패션디자인과 1학급, 계 9학급)
- 2013년 3월 1일 : 충남디자인예술고등학교 개교 및 입학식
- 2023년 12월 21일 : 제51회 졸업식(49명) 총 졸업생 수 6,784명
- 2024년 3월 4일 : 2024학년도 입학(60명)
- 2024년 9월 1일 : 제22대 정관수 교장 취임

## 설치 학과
- 시각디자인과
- 패션디자인과
- 만화애니메이션과

## 참고 자료
- 충남디자인예술고등학교 - 한국교육학술정보원 학교알리미